# Ekran elektromagnetyczny
Ekran elektromagnetyczny – osłona wykonana z materiałów o dużej konduktywności (miedź lub aluminium), chroniąca wydzielony obszar przed wpływem zewnętrznego pola elektromagnetycznego. Zwłaszcza pól o dużych częstotliwościach.
Ekrany wykonane z materiałów o dużym przewodnictwie elektrycznym tłumią zewnętrzne pola dzięki efektowi naskórkowemu. Fala pola elektromagnetycznego wnika w materiał na głębokość około połowy długości fali.
Najlepszym przykładem ekranowania elektromagnetycznego może być powłoka kabla telekomunikacyjnego.